# I'll Never Break Your Heart
"I'll Never Break Your Heart" là một bài hát của ban nhạc nam nước Mỹ Backstreet Boys nằm trong album phòng thu đầu tay mang tên chính họ trên toàn cầu và phiên bản cùng tên ở Hoa Kỳ vào năm 1997. Nó được phát hành như là đĩa đơn thứ hai trích từ Backstreet Boys (1996) vào ngày 13 tháng 12 năm 1995 trên toàn cầu, và ở Hoa Kỳ là đĩa đơn thứ năm cho Backstreet Boys (1997) vào ngày 14 tháng 7 năm 1998 bởi Jive Records. Bài hát được viết lời bởi Eugene Wilde và Albert Manno, trong khi phần sản xuất được đảm nhận bởi Veit Renn và Timmy Allen. Đây là một bản pop ballad kết hợp với những yếu tố của R&B mang nội dung đề cập đến một chàng trai thể hiện tình cảm của mình đối với một cô gái bị tổn thương bởi những mối quan hệ trong quá khứ, trong đó anh tuyên bố rằng sẽ không bao giờ khiến cô phải đau khổ như trước đây.
Sau khi phát hành, "I'll Never Break Your Heart" nhận được những phản ứng tích cực từ các nhà phê bình âm nhạc, trong đó họ đánh giá cao nội dung lời bài hát của nó. Bài hát cũng gặt hái những thành công vượt trội về mặt thương mại, vươn đến top 5 ở Áo, Đức, Hà Lan và Thụy Sĩ, và lọt vào top 10 ở hầu hết những quốc gia khác, bao gồm Úc, Bỉ, Thụy Điển và Vương quốc Anh. Tại Hoa Kỳ, "I'll Never Break Your Heart" đạt vị trí thứ 35 trên bảng xếp hạng Billboard Hot 100, và trở thành đĩa đơn đầu tiên của họ đứng đầu bảng xếp hạng Adult Contemporary tại đây.
Hai video ca nhạc khác nhau đã được thực hiện cho "I'll Never Break Your Heart". Video ca nhạc đầu tiên được phát hành ở thị trường châu Âu với nội dung tương tự như lời bài hát, bên cạnh hình ảnh nhóm trình diễn nó trên Dãy núi Rocky. Video thứ hai được đạo diễn bởi Bille Woodruff, trong đó chủ yếu bao gồm cảnh mỗi thành viên của Backstreet Boys trình diễn bài hát trong những căn hộ khác nhau của một tòa nhà cao tầng, đã ngay lập tức nhận được nhiều lượt yêu cầu phát sóng trên những kênh truyền hình âm nhạc như VH1 và chương trình Total Request Live của MTV, nơi nó trở thành video đầu tiên đứng đầu bảng xếp hạng của chương trình này.
Để quảng bá bài hát, Backstreet Boys đã trình diễn "I'll Never Break Your Heart" trên nhiều chương trình truyền hình và lễ trao giải lớn, như Today, Top of the Pops và Giải thưởng âm nhạc Billboard năm 1998 cũng như trong tất cả những chuyến lưu diễn trong sự nghiệp của họ. Ngoài ra, nó cũng xuất hiện trong nhiều album tổng hợp của nhóm kể từ khi phát hành, như The Hits - Chapter One (2001), Playlist: The Very Best of Backstreet Boys (2010) và The Essential Backstreet Boys (2013). Một phiên bản tiếng Tây Ban Nha của bài hát cũng được phát hành, với tiêu đề "Nunca Te Haré Llorar".

## Tổng quan
Bài hát này thay thế cho "I'll Never Find Someone Like You", bài hát lúc đầu được chọn làm đĩa đơn mở đầu cho album này. Nguyên nhân là do hãng thu âm của nhóm, Jive Records, không đồng ý cho nhóm phát hành nó. Họ chuyển bài hát cho Keith Martin, người sau này đã phát hành nó làm đĩa đơn cho album nhạc phim Bad Boys và hai album It's Long Overdue, All the Hits của riêng anh. Thành viên Brian Littrell của Backstreet Boys vô tình phát hiện điều này khi anh nghe Keith Martin hát bài này trên radio.
"I'll Never Break Your Heart" đã mất đến 2 tuần để thu âm vì hai thành viên hát chính trong bài hát, Brian Littrell và A. J. McLean, bị cảm. Bản tiếng Tây Ban Nha của bài hát, "Nunca Te Haré Llorar", được nhóm thu âm ở Zürich cùng với bản tiếng Tây Ban Nha của "Anywhere For You".

## Video ca nhạc
Hai video ca nhạc đã được phát hành cho "I'll Never Break Your Heart". Phiên bản video thực hiện với lần phát hành gốc được quay vào tháng 11 năm 1995 ở dãy núi Rocky và lên sóng lần đầu tháng 12 năm 1995 ở Đức, Pháp và một số nước Tây Âu. Trong video có sự xuất hiện của người bạn gái của Kevin Richardson, Kristin Willits mà nay đã trở thành vợ anh. Video thứ hai được đạo diễn bởi Bille Woodruff tháng 4 năm 1999, được tung ra trong lần phát hành bài hát ở thị trường Hoa Kỳ. Video đã được phát sóng trên MTV tháng 6 năm 1998.
Một phiên bản video cũng đã được phát hành cho phiên bản tiếng Tây Ban Nha của bài hát. Người bạn gái của Brian Littrell, Leighanne Wallace, cũng đã xuất hiện trong video và sau này cô cũng trở thành vợ anh.

## Danh sách bài hát
| Đĩa CD tại châu Âu 1. "I'll Never Break Your Heart" (bản radio) - 4:25 2. "I'll Never Break Your Heart" (bản LP) - 4:49 3. "Roll With It" - 4:43 Đĩa CD #1 tại Anh quốc 1. "I'll Never Break Your Heart" (Bản radio) - 4:25 2. "We've Got It Goin' On" (Amadin's Club Mix) - 6:33 3. "Phỏng vấn với Mark Goodier" (Phần 1) - 4:50 | Đĩa CD tại Hoa Kỳ 1. "I'll Never Break Your Heart" (bản LP) - 4:48 2. "I'll Never Break Your Heart" (bản tiếng Tây Ban Nha) - 4:35 3. "Quit Playing Games (With My Heart)" (bản trực tiếp) - 6:12 Đĩa CD #2 tại Anh quốc 1. "I'll Never Break Your Heart" (Bản radio) - 4:25 2. "Roll With It" - 4:43 3. "Phỏng vấn với Mark Goodier" (Phần 2) - 7:07 |

## Xếp hạng
| Bảng xếp hạng (1995–98)               | Vị trí cao nhất |
| ------------------------------------- | --------------- |
| Úc (ARIA)                             | 10              |
| Áo (Ö3 Austria Top 40)                | 5               |
| Bỉ (Ultratop 50 Flanders)             | 4               |
| Bỉ (Ultratop 50 Wallonia)             | 8               |
| Canada (RPM)                          | 47              |
| Canada Adult Contemporary (RPM)       | 14              |
| Đan Mạch (Tracklisten)                | 9               |
| Châu Âu (European Hot 100 Singles)    | 7               |
| Đức (Official German Charts)          | 5               |
| Ireland (IRMA)                        | 19              |
| Hà Lan (Dutch Top 40)                 | 3               |
| Hà Lan (Single Top 100)               | 3               |
| New Zealand (Recorded Music NZ)       | 11              |
| Thụy Điển (Sverigetopplistan)         | 7               |
| Thụy Sĩ (Schweizer Hitparade)         | 2               |
| Anh Quốc (OCC)                        | 8               |
| Hoa Kỳ Billboard Hot 100              | 35              |
| Hoa Kỳ Adult Contemporary (Billboard) | 1               |
| Hoa Kỳ Adult Pop Airplay (Billboard)  | 28              |
| Hoa Kỳ Pop Airplay (Billboard)        | 4               |
| Hoa Kỳ Rhythmic (Billboard)           | 15              |

| Bảng xếp hạng (1996)              | Vị trí |
| --------------------------------- | ------ |
| Austria (Ö3 Austria Top 40)       | 31     |
| Belgium (Ultratop 50 Flanders)    | 30     |
| Belgium (Ultratop 50 Wallonia)    | 43     |
| Denmark (Tracklisten)             | 35     |
| Europe (European Hot 100 Singles) | 41     |
| Germany (Official German Charts)  | 14     |
| Netherlands (Dutch Top 40)        | 35     |
| Netherlands (Single Top 100)      | 23     |
| Sweden (Sverigetopplistan)        | 52     |
| Switzerland (Schweizer Hitparade) | 12     |
| Bảng xếp hạng (1998)              | Vị trí |
| Australia (ARIA)                  | 33     |
| Canada Adult Contemporary (RPM)   | 44     |
| US Adult Contemporary (Billboard) | 17     |
| Bảng xếp hạng (1999)              | Vị trí |
| Canada Adult Contemporary (RPM)   | 87     |
| US Adult Contemporary (Billboard) | 16     |

## Chứng nhận
| Quốc gia                                                                           | Chứng nhận | Số đơn vị/doanh số chứng nhận |
| ---------------------------------------------------------------------------------- | ---------- | ----------------------------- |
| Úc (ARIA)                                                                          | Vàng       | 35.000^                       |
| Đức (BVMI)                                                                         | Vàng       | 250.000^                      |
| * Chứng nhận dựa theo doanh số tiêu thụ. ^ Chứng nhận dựa theo doanh số nhập hàng. |            |                               |